# Jonzier-Épagny
Jonzier-Épagny és un municipi del departament de l'Alta Savoia i la regió d'Alvèrnia-Roine-Alps.